# Resolució 620 del Consell de Seguretat de les Nacions Unides
La Resolució 620 del Consell de Seguretat de les Nacions Unides, aprovada per unanimitat el 26 d'agost de 1988 després de recordar la Resolució 612 (1988) que va trobar proves de l'ús d'armes químiques entre Iran i Iraq, el Consell va tornar a condemnar l'ús d'aquestes armes, en violació del Protocol de Ginebra.
El Consell, aleshores, va animar al secretari general Javier Pérez de Cuéllar a dur a terme investigacions sobre les denúncies d'ús de les armes biològiques i químiques per part de qualsevol Estat membre que pogués constituir una violació del Protocol de Ginebra de 1925.
La resolució 620 també va fer una crida als Estats membres per enfortir, establir o continuar aplicant un control estricte sobre productes químics, especialment quan se sospita que es poden utilitzar en armes químiques en violació de les obligacions internacionals. També va decidir considerar i tenir en compte les investigacions del Secretari General per tal de produir mesures apropiades i efectives de conformitat amb la Carta de les Nacions Unides si hi hagués algun ús futur d'armes químiques en violació del dret internacional per qui i on siguin comesos.